# Carl Käfer
Carl Leberecht Käfer (* 7. Juli 1856; † 9. November 1910 in Radebeul) war ein deutscher Architekt und Baumeister des Historismus, der in seinem Spätwerk Elemente des Jugendstils einfließen ließ.

## Leben und Wirken

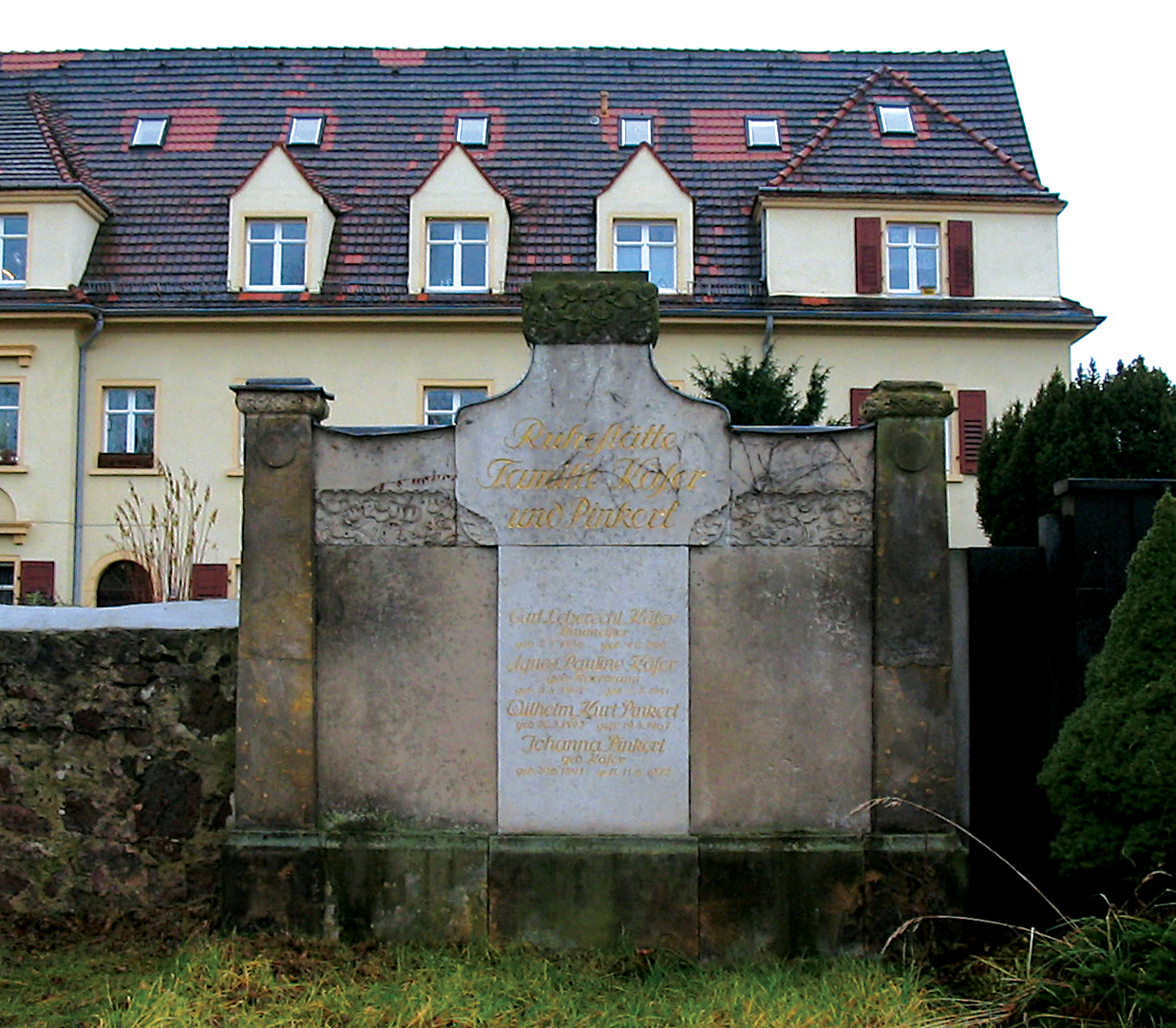
Grabmal von Carl Käfer

Käfer eröffnete um 1890 sein Architekturbüro im Ursprungsstadtteil Radebeul in dem zentral gelegenen, trotz Denkmalschutz im Oktober 2011 abgerissenen Wohn- und Geschäftshaus Sidonienstraße 1 / Ecke Hauptstraße, welches 1889/1890 durch die Gebrüder Ziller für Käfers Schwiegervater nahe dem Radebeuler Bahnhof errichtet wurde. Von 1890 bis 1899 führte Käfer auch für seinen Schwiegervater Adolph Herrmann das sich zwei Häuser weiter befindliche, direkt neben dem Bahnhof gelegene Bahnhofshotel.
Käfer gehörte zu den „produktivsten Architekten der Lößnitz“. Neben seinem größten öffentlichen Projekt, dem Entwurf der Pestalozzischule zusammen mit der Turnhalle der benachbarten Grundschule im Jahr 1896, war Käfer hauptsächlich auf Villen, Mietvillen und Landhäuser spezialisiert. Viele „kleinere“ Bauunternehmungen oder auch Handwerksmeister ließen sich von Käfer ihre Baupläne entwerfen, die sie dann selbst realisierten. Bei Entwürfen für Privatleute ließ Käfer die Gebäude teilweise auch durch die ortsansässigen „großen“ Baufirmen wie die Gebrüder Ziller oder F. W. Eisold realisieren.
Nach seinem Tod 1910 wurde Käfer auf dem Friedhof Radebeul-Ost beerdigt.

## Werk (Baudenkmale)
Die im Folgenden aufgeführten Bauten sind in der Denkmaltopographie Bundesrepublik Deutschland. Denkmale in Sachsen: Stadt Radebeul aufgeführte Kulturdenkmale. Sie stellen damit kein vollständiges Werkverzeichnis dar.

### Villen

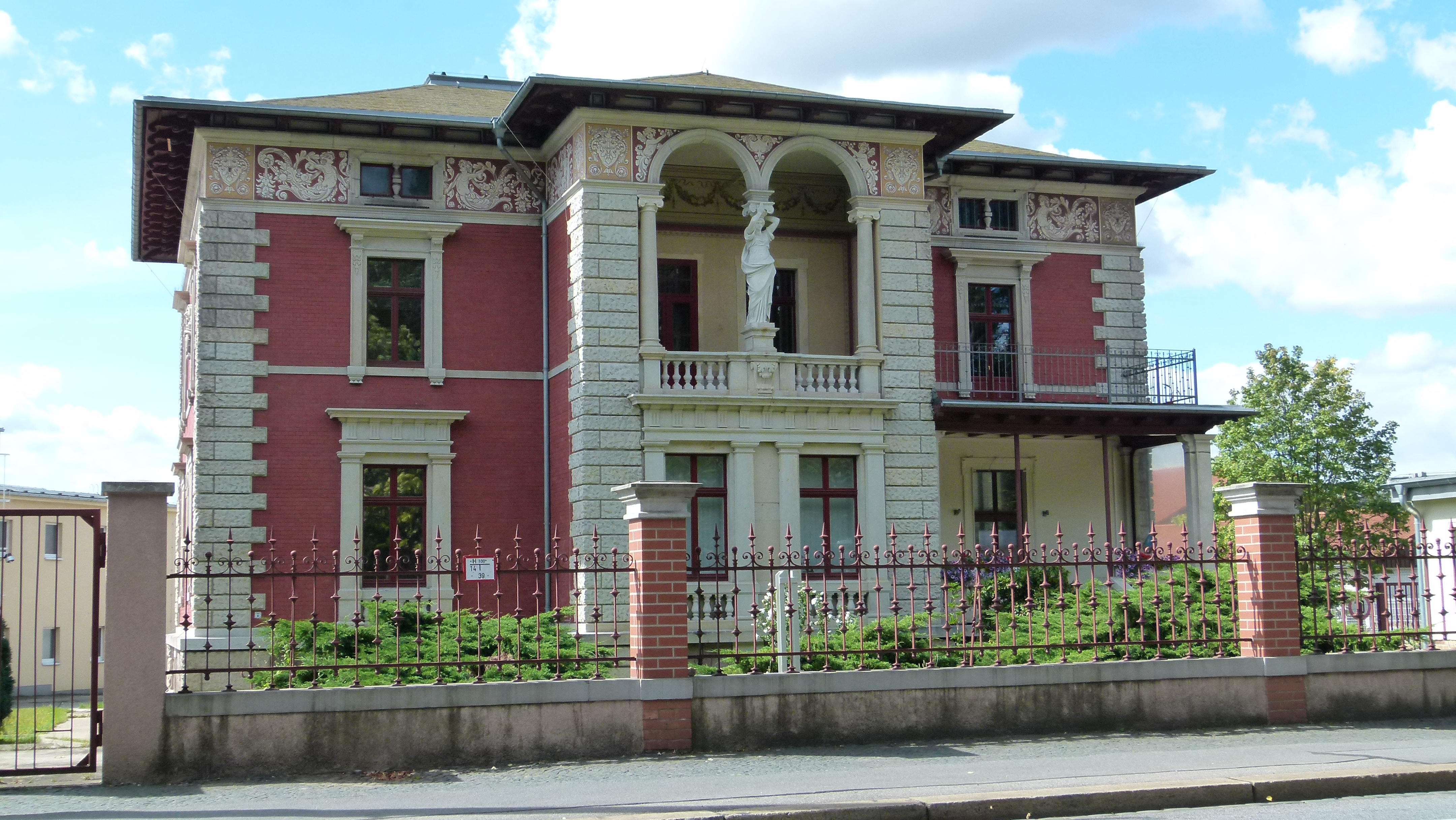
Teehaus: Villa von Otto E. Weber

- 1882–1884: Villa Dr.-Schmincke-Allee 4 in Serkowitz
- 1889: Villa Käthe in Niederlößnitz, Zillerstraße 7 (Carl Käfer zugeordnet, Baufirma Gebrüder Ziller)
- 1889: Teehaus in Alt-Radebeul, Meißner Straße 47 (Baufirma F. W. Eisold)
- 1889/1890: Villa Minerva in Niederlößnitz, Karl-Liebknecht-Straße 12
- 1889–1891: Villa Susanne, Dr.-Rudolf-Friedrichs-Straße 12 (Carl Käfer zugeordnet)
- 1890/1891: Villa Thuja, Winzerstraße 61a in Niederlößnitz (Carl Käfer zugeordnet)
- 1891/1892: Villa Schweizerstraße 6 in Niederlößnitz
- 1892/1893: Villa Goethestraße 4 in Alt-Radebeul
- 1892/1893: Villa Dora in Niederlößnitz, Blumenstraße 11 (Carl Käfer zugeordnet)
- 1893: Villa Reichsstraße 9 in Oberlößnitz
- 1894: Villa Reichsstraße 15 in Oberlößnitz
- 1894: Mietvilla Marienstraße 18 in Alt-Radebeul
- 1894/1895: Villa Maxim-Gorki-Straße 25 in Alt-Radebeul (Carl Käfer zugeordnet)
- 1895: Villa Moritz Philipp in Alt-Radebeul, Goethestraße 9
- 1895: Mietvilla Ernst Gottlieb Hoffmann in Niederlößnitz, Heinrichstraße 1 (Baufirma Gebrüder Ziller)

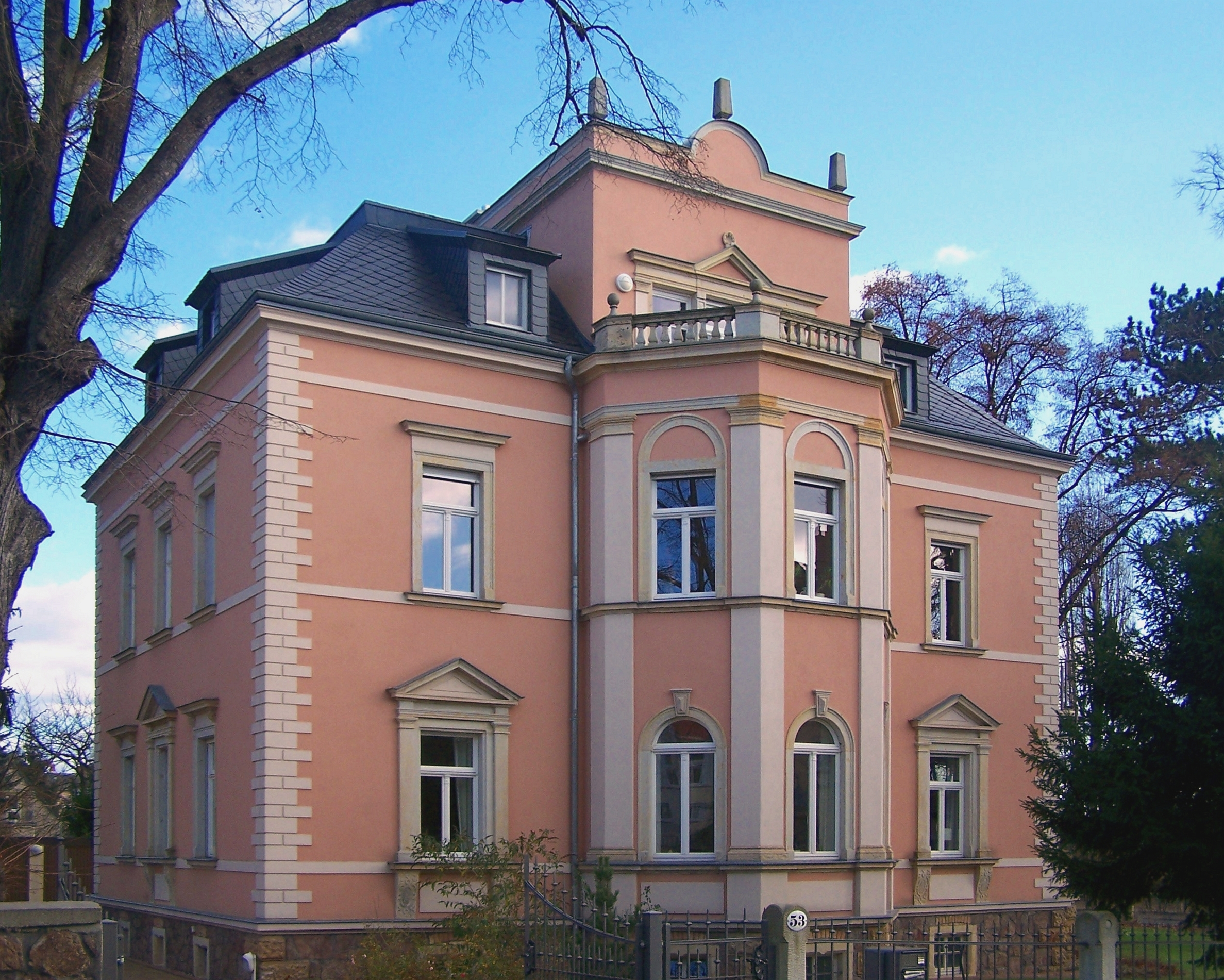
Villa Carl Hugo Haußhälter

- 1895/1896: Villa Carl Hugo Haußhälter in Oberlößnitz, Hauptstraße 53
- 1895/1896: Villa Augustusweg 67 in Oberlößnitz
- 1896: Mietvilla Karl-Marx-Straße 7 in Alt-Radebeul
- 1896/1897: Mietvilla Otto Evers in Alt-Radebeul, Eduard-Bilz-Straße 3
- 1897: Villa Marie Quick in Oberlößnitz, Hauptstraße 58 (Carl Käfer zugeordnet)
- 1897: Mietvilla Karl-Marx-Straße 10 in Alt-Radebeul
- 1897/1898: Mietvilla August Herrmann in Alt-Radebeul, Einsteinstraße 8
- 1897/1903: Mietvilla Emil-Högg-Straße 12 in Oberlößnitz (vermutlich Carl Käfer)
- 1898: Villa Musenheim in Niederlößnitz, Blumenstraße 17
- 1898: Mietvilla Karl-Marx-Straße 5 in Alt-Radebeul
- 1898/1899: Villa Caroline in Oberlößnitz, Emil-Högg-Straße 10
- 1898/1899: Villa Olga in Oberlößnitz, Augustusweg 51a
- 1898/1900: Mietvilla Schillerstraße 19 in Alt-Radebeul
- 1899: Mietvilla Schillerstraße 21 in Alt-Radebeul
- 1899: Mietvilla Paul Gommlich in Alt-Radebeul, Einsteinstraße 12
- 1899: Villa Hermann Schröder in Alt-Radebeul, Hellerstraße 7
- 1900: Mietvilla Einsteinstraße 6 in Alt-Radebeul
- 1900/1901: Villa Lindemann in Oberlößnitz, Wettinstraße 16
- 1900/1901: Mietvilla August Ehregott Neumann in Alt-Radebeul, Schildenstraße 6
- 1900/1903: Mietvilla Emil-Högg-Straße 8 in Oberlößnitz
- 1901/1902: Mietvilla Fritz-Schulze-Straße 14 in Oberlößnitz

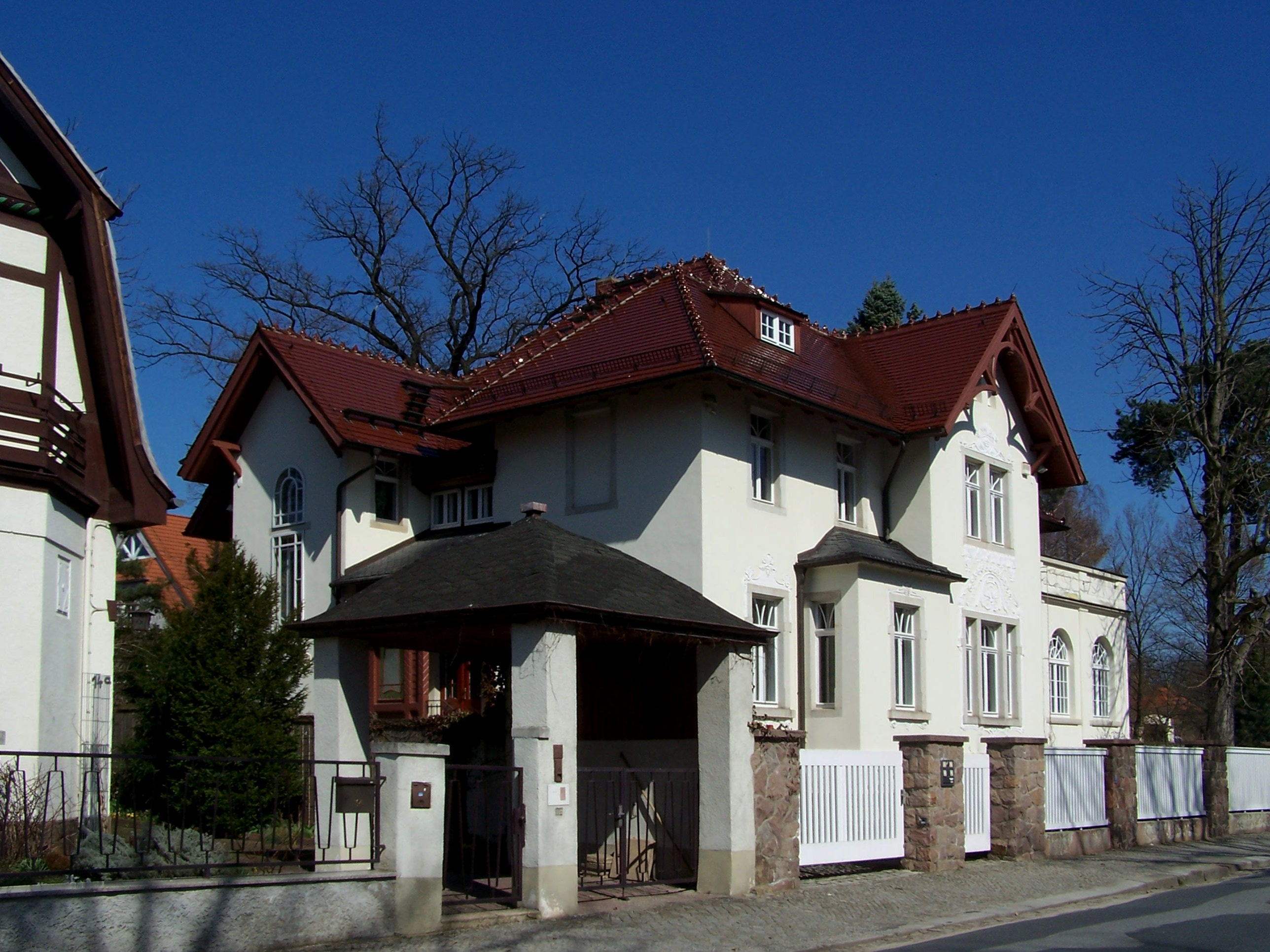
Villa Heinrich Findeisen

- 1902: Villa Heinrich Findeisen in Alt-Radebeul, Einsteinstraße 16

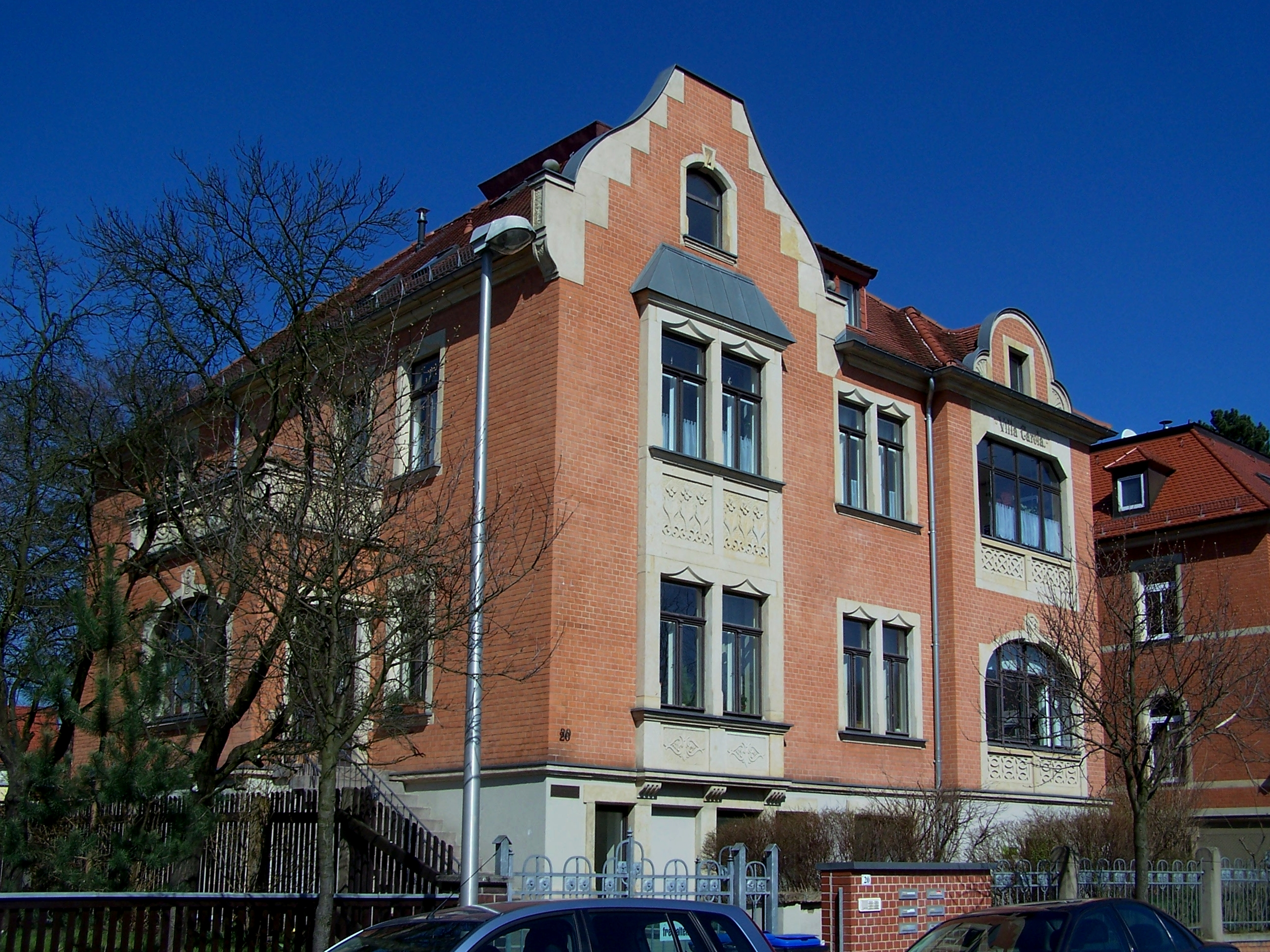
Villa Carola

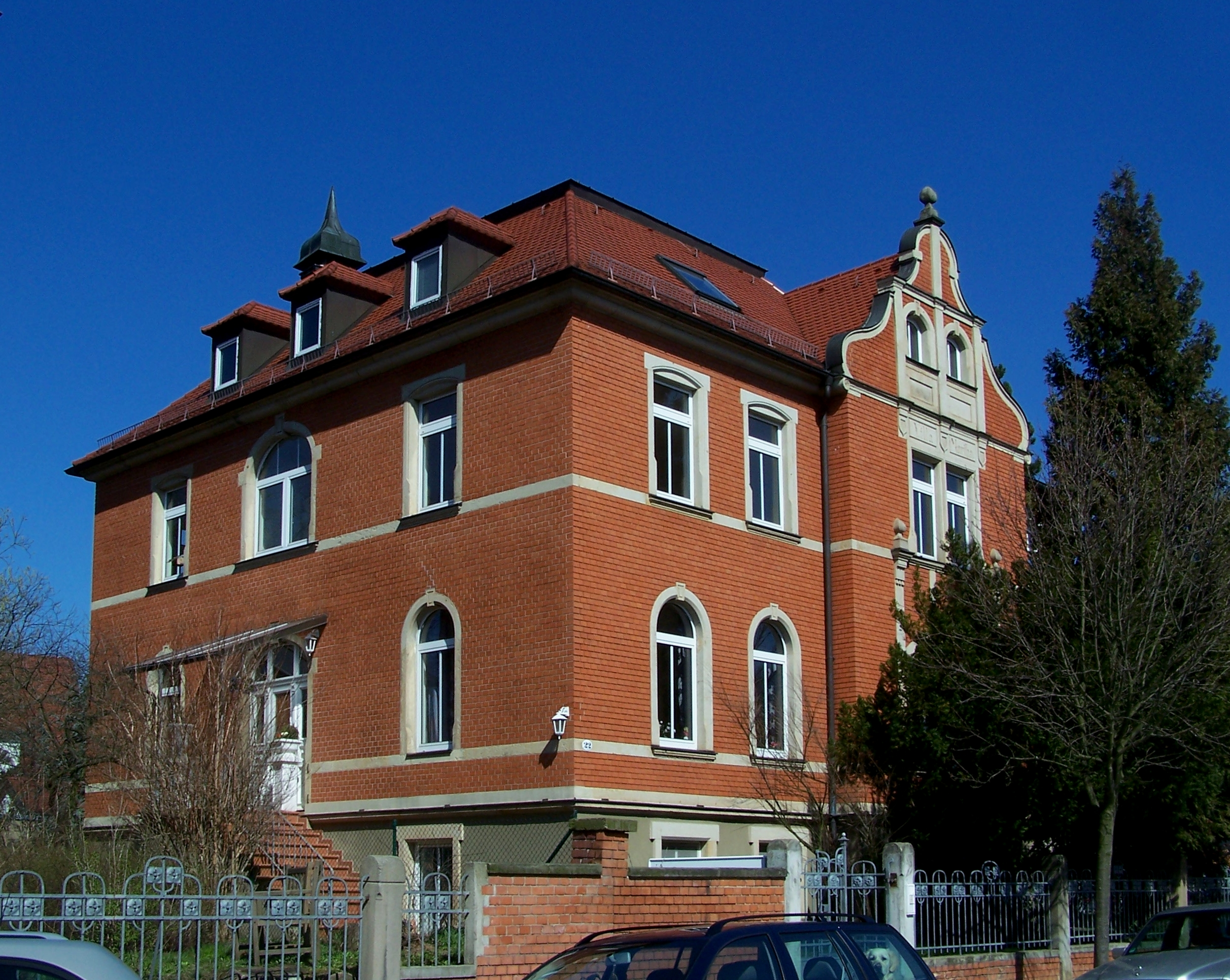
Villa Martha

- 1902/1903: Villa Marie in Alt-Radebeul, Clara-Zetkin-Straße 13
- 1902/1903: Villa Carola in Alt-Radebeul, Clara-Zetkin-Straße 20
- 1902/1903: Villa Marta in Alt-Radebeul, Clara-Zetkin-Straße 22
- 1902/1903: Mietvilla August-Bebel-Straße 5
- 1903: Mietvilla Max Schulze in Alt-Radebeul, Einsteinstraße 26
- 1903/1904: Mietvilla Paul Werner in Alt-Radebeul, Einsteinstraße 24
- 1903/1904: Mietvilla Albin Benndorf in Alt-Radebeul, Karl-Marx-Straße 6
- 1903/1904: Mietvilla Heinrich Berger in Oberlößnitz, Emil-Högg-Straße 7
- 1904/1905: Fabrikantenvilla Bernhard Krause in Alt-Radebeul, Gartenstraße 24
- 1904/1905: Landhaus Gustav Müller in Niederlößnitz, Blumenstraße 4 (Planänderungen und Bau: Adolf Neumann)
- 1905: Mietvilla Bruno Eymann in Oberlößnitz, Augustusweg 71
- 1906: Villa Theodor Behrens in Oberlößnitz, Weinbergstraße 9

### Miets-, Wohn- und Geschäftshäuser
- um 1889: Villa Viktoria in Niederlößnitz, Karlstraße 5 (Carl Käfer zugeordnet)
- 1895/1896: Mietshaus Gustav Ludwig Larsson in Alt-Radebeul, Louisenstraße 8 (Realisierung: Gustav Röder)
- 1896: Wohn- und Geschäftshaus Carl Friedrich Klippstein in Serkowitz, Meißner Straße 112
- 1896: Wohnhaus Karl Gottlieb Hunger, Rankestr. 48, Dresden-Kaditz
- 1896: amtlich verworfener Entwurf für eine zweigeschossige Mietvilla in der Schillerstraße 17, Alt-Radebeul
- 1896/1897: Mietshaus Schröder & Gommlich in Alt-Radebeul, Louisenstraße 10
- 1897: Mietshaus Louisenstraße 11 in Alt-Radebeul
- 1897/1898: Wohn- und Geschäftshaus Friedrich Moritz Talkenberg, Kötzschenbrodaer Straße 37
- 1898/1899: Wohn- und Geschäftshaus Hermann Knötzsch in Alt-Radebeul, Schildenstraße 17
  - in diesem Zusammenhang: eventuelle Entstehung des Weinausschanks von Knötzsch’s Weinrestaurant[2]
- 1899: Mietshaus Gartenstraße 25 in Alt-Radebeul
- 1899/1900: Mietshaus Johann Emil Borack in Alt-Radebeul, Sidonienstraße 14
- 1901: Anbau an Villa Lindeberg in Alt-Radebeul, Karl-May-Straße 1 (ab 1906/07 bis 1945 Wohnort des Malers Carl Lindeberg)
- 1901/1902: Mietshaus Ernst Wilhelm Göhler in Kötzschenbroda, Hermann-Ilgen-Straße 38
- 1903/1904: Mietshaus Gartenstraße 61 in Alt-Radebeul
- 1904: Mietshaus Gustav Pohl, Meißner Straße 52

### Öffentliche Bauten

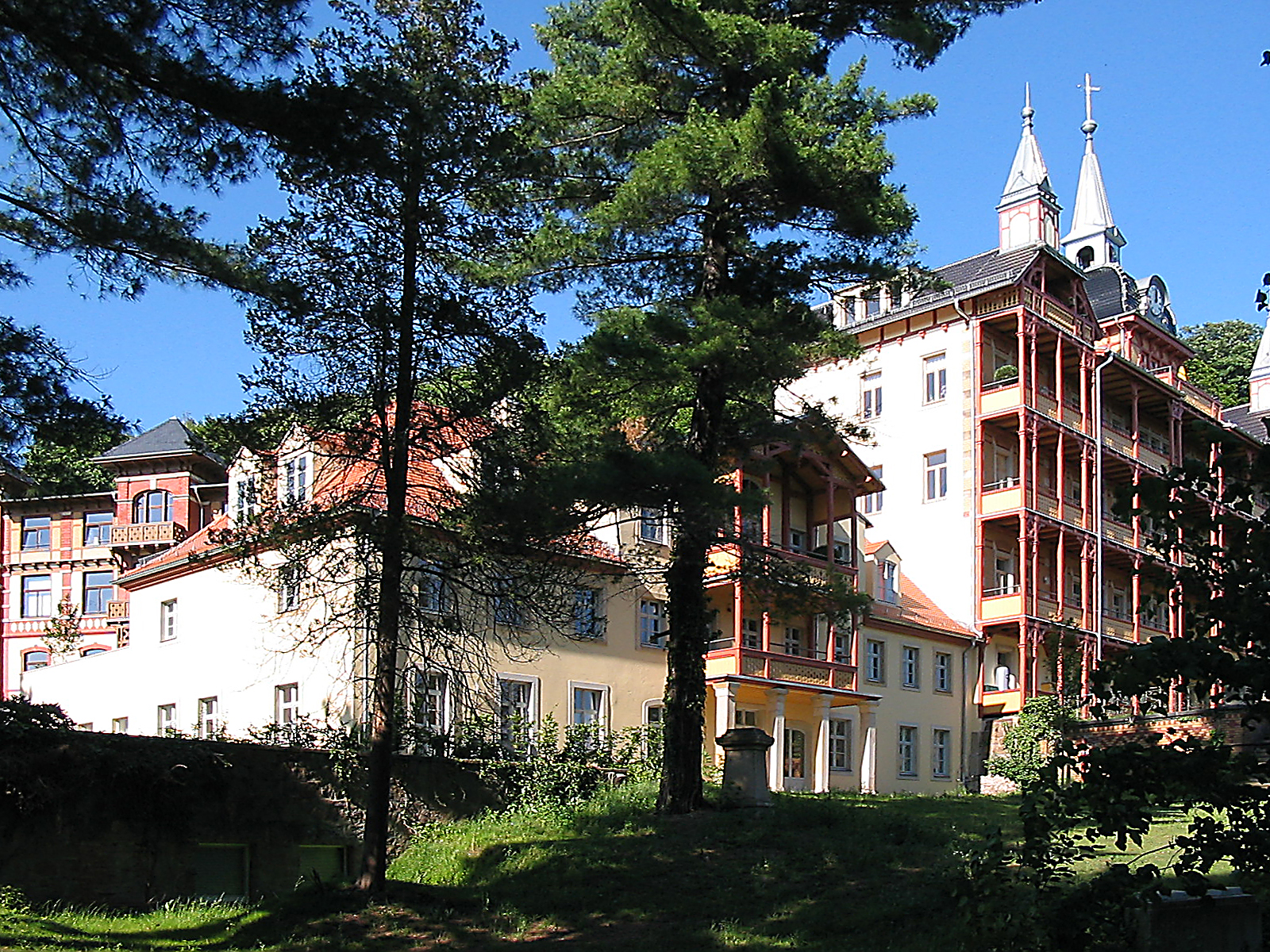
Ehemaliges Bilz-Sanatorium 2008, rechts Schloss Lössnitz (Kurhaus II), mittig Kurhaus I, links im Hintergrund Kurhaus III

- 1892: Umbau Kurhaus I des Bilz-Sanatoriums in Oberlößnitz
- 1896: Schulturnhalle Schillerschule in Radebeul, Pestalozzistraße 3
- 1896/1897: Pestalozzischule in Radebeul, Pestalozzistraße 3
- 1897/1898: Kleinkinderbewahranstalt Riesestraße 3
- 1898: Hintergebäude des geplanten Rathaus Kaditz
- 1898: Theaterhaus Rudi, in Kaditz, Fechnerstraße 2a[3]
- um 1900: Umbau der Grundmühle im Grund unter Wahnsdorf, Lößnitzgrundstraße 37
- 1907: Entwurf Kurhaus Wettin in Oberlößnitz, Haidebergstraße 20 (durch die Behörden abgelehnt)